# Megaulacobothrus fuscipennis
Megaulacobothrus fuscipennis is een rechtvleugelig insect uit de familie veldsprinkhanen (Acrididae). De wetenschappelijke naam van deze soort is voor het eerst geldig gepubliceerd in 1921 door Caudell.